# Loubert-Madieu
Loubert-Madieu, ou Loubert, est une ancienne commune du département de la Charente, en France. 
Elle a été regroupée avec Roumazières en 1970, en même temps que Chantrezac, pour former la commune de Roumazières-Loubert.

## Géographie
L'ancienne commune de Loubert-Madieu est au centre la nouvelle commune de Roumazières-Loubert. Son territoire s'étend entre Roumazières au sud, et Chantrezac au nord. Elle est traversée du sud au nord par la Charente.
L'ancienne commune de Laplaud s'étendait au sud-ouest de celle de Loubert et était séparée de celle du Petit-Madieu par la Charente.

## Toponymie
Les formes anciennes sont Loberz en 1080-1100, Luperaco, Loberto, Luberio, Loberc, au Moyen Âge.
L'origine du nom de Loubert remonterait à un nom de personne germanique Liudbehrt, suivi du latin fundus sous-entendu, ce qui correspondrait à « domaine de Liudbehrt ». Une latinisation de ce nom en Lupercius, ou une origine latine, n'est pas à exclure.

### Dialecte
Cette ancienne commune est dans la partie occitane de la Charente qui en occupe le tiers oriental, et le dialecte est limousin. 
Elle se nomme Loberc en occitan,.

## Histoire

### Antiquité
Près de la Boulonie, un retranchement porte le nom de Camp de César. Et près de la Juricie, un autre retranchement circulaire est appelé Camp du Petit Madieu.

### Moyen Âge et Ancien Régime
La position de Loubert était importante au Moyen Âge. L'escarpement des berges de la Charente rendait facile la défense du cours d'eau, et Loubert était près du point de rencontre des trois anciens diocèses d'Angoulême, Limoges et Poitiers.
Près du bourg, les vestiges d'une tour médiévale recouvraient peut-être les fondations d'une pile antique. 
Loubert possède la motte castrale la mieux conservée de Charente. Le château y a été édifié entre 1050 et 1100. La motte castrale domine la Charente, où l'on peut encore distinguer les restes d'un pont médiéval.
La seigneurie de Loubert paraît avoir appartenu, dès les premiers temps du Moyen Âge, aux seigneurs de Chabanais et Confolens, descendants d'Abon-Cat-Armat de Chabanais. 
Après la mort du descendant mâle d'Abon-Cat-Armat, Jourdain VI Eschivat, la seigneurie de Loubert passa successivement entre les mains des familles de Matha, de Rochechouart, de Thouars, enfin de Vendôme-Montoire (jusqu'à François de Vendôme, † en décembre 1560 sans postérité légitime, par ailleurs vidame de Chartres et sire de La Ferté). 
Elle fut érigée en baronnie vers le milieu du XVIe siècle.
Dans la 2e moitié du XVIe siècle, les biens de François de Vendôme sont aliénés au profit de nombreux acquéreurs ou créanciers, et la baronnie de Loubert fut ainsi séparée des terres de Chabanais et de Confolens : elle passa à la famille de Salignac-Fénelon, qui la posséda jusqu'à la Révolution (d'abord à Bertrand de Salignac de La Mothe-Fénelon, né vers 1524 et † en 1599, chevalier des Ordres du Roi, qui légua à son petit-neveu François Ier, fils de Jean III et petit-fils d'Armand de Salignac de La Mothe-Fénelon, ce dernier étant le frère aîné dudit Bertrand ; François fut aussi baron de Magnac par sa femme Marie de Bonneval, épousée en 1599, ainsi que le grand-père du célèbre Cygne de Cambrai).
Cependant, en 1630, messire Pons de Salignac-Fénelon en aliéna une partie en faveur de François Barbarin, écuyer, seigneur de Chambes, dans la paroisse de La Plaud. Le seigneur de Chambes devint ainsi haut justicier et prit le titre de chevalier.
La terre de Loubert a ainsi appartenu en partie aux Barbarin de Chambes, de 1630 à sa vente à la Révolution comme bien national.
La commanderie du Petit-Madieu, d'origine templière, faisait partie de la commanderie de l'ordre de Saint-Jean de Jérusalem, qui avait son siège au Grand-Madieu.
Un petit prieuré était situé à la Boulonie, à deux kilomètres au nord du bourg de Loubert, et son portail ogival du XVe siècle a été placé dans l'église de Loubert en 1852.
Dès le XVe siècle, Chambes était un fief noble mouvant de la tour de Loubert, dans la paroisse de La Plaud. Il appartenait, au XVIe siècle à François Masson, écuyer. Il passa par mariage à François Barbarin au XVIIe siècle, qui acquit aussi pour 8 500 livres une partie de Loubert.
En 1845, les communes de Laplaud et Le Petit-Madieu, créées à la Révolution à partir des paroisses, ont fusionné avec Loubert.
À la fin du XIXe siècle et au début du XXe siècle, l'arrivée du chemin de fer a permis le développement de tuileries et briqueteries, aujourd'hui dans Roumazières-Loubert. La gare de Roumazières-Loubert est sur le territoire de l'ancienne paroisse du Petit-Madieu, devenu ancienne commune de Loubert.
La commune de Loubert a existé jusqu'en 1971, d'abord, jusqu'en 1961, sous le nom simple de Loubert, puis de 1961 à 1971 sous le nom de Loubert-Madieu.
En 1971, Loubert-Madieu a fusionné avec la commune de Roumazières pour former la nouvelle commune de Roumazières-Loubert.

## Démographie
L'évolution du nombre d'habitants est connue à travers les recensements de la population effectués dans la commune depuis 1793. À partir du 1er janvier 2009, les populations légales des communes sont publiées annuellement dans le cadre d'un recensement qui repose désormais sur une collecte d'information annuelle, concernant successivement tous les territoires communaux au cours d'une période de cinq ans. 
Pour les communes de moins de 10 000 habitants, une enquête de recensement portant sur toute la population est réalisée tous les cinq ans, les populations légales des années intermédiaires étant quant à elles estimées par interpolation ou extrapolation. Pour la commune, le premier recensement exhaustif entrant dans le cadre du nouveau dispositif a été réalisé en ,.
En 1968, la commune comptait 1 596 habitants.
| 1793 | 1800 | 1806 | 1821 | 1831 | 1841 | 1846 | 1851 | 1856 |
| ---- | ---- | ---- | ---- | ---- | ---- | ---- | ---- | ---- |
| 595  | 132  | 132  | 144  | 141  | 631  | 638  | 649  | 630  |

| 1861 | 1866 | 1872 | 1876 | 1881 | 1886 | 1891 | 1896 | 1901 |
| ---- | ---- | ---- | ---- | ---- | ---- | ---- | ---- | ---- |
| 583  | 580  | 572  | 617  | 757  | 844  | 799  | 771  | 930  |

| 1906  | 1911  | 1921  | 1926  | 1931  | 1936  | 1946  | 1954  | 1962  |
| ----- | ----- | ----- | ----- | ----- | ----- | ----- | ----- | ----- |
| 1 155 | 1 554 | 1 519 | 1 667 | 1 672 | 1 572 | 1 413 | 1 525 | 1 551 |

| 1968  | - | - | - | - | - | - | - | - |
| ----- | - | - | - | - | - | - | - | - |
| 1 596 | - | - | - | - | - | - | - | - |

### Remarques
En 1845 les communes de Laplaud et Le Petit-Madieu ont été rattachées à Loubert.

## Lieux et monuments

### Patrimoine civil
- Le château de Chambes
- Viaduc ferroviaire de Laplaud, enjambant la Charente et construit en pierre de Vilhonneur[7]. Il est situé sur l'ancienne ligne de Roumazières à Confolens.

### Patrimoine religieux
- Église Saint-Jean-Baptiste de Loubert
- Chapelle Sainte-Croix du Petit-Madieu : avec Le Grand-Madieu, elle a fait partie d'une importante commanderie.
- Chapelle de Laplaud

Les églises de Loubert-Madieu
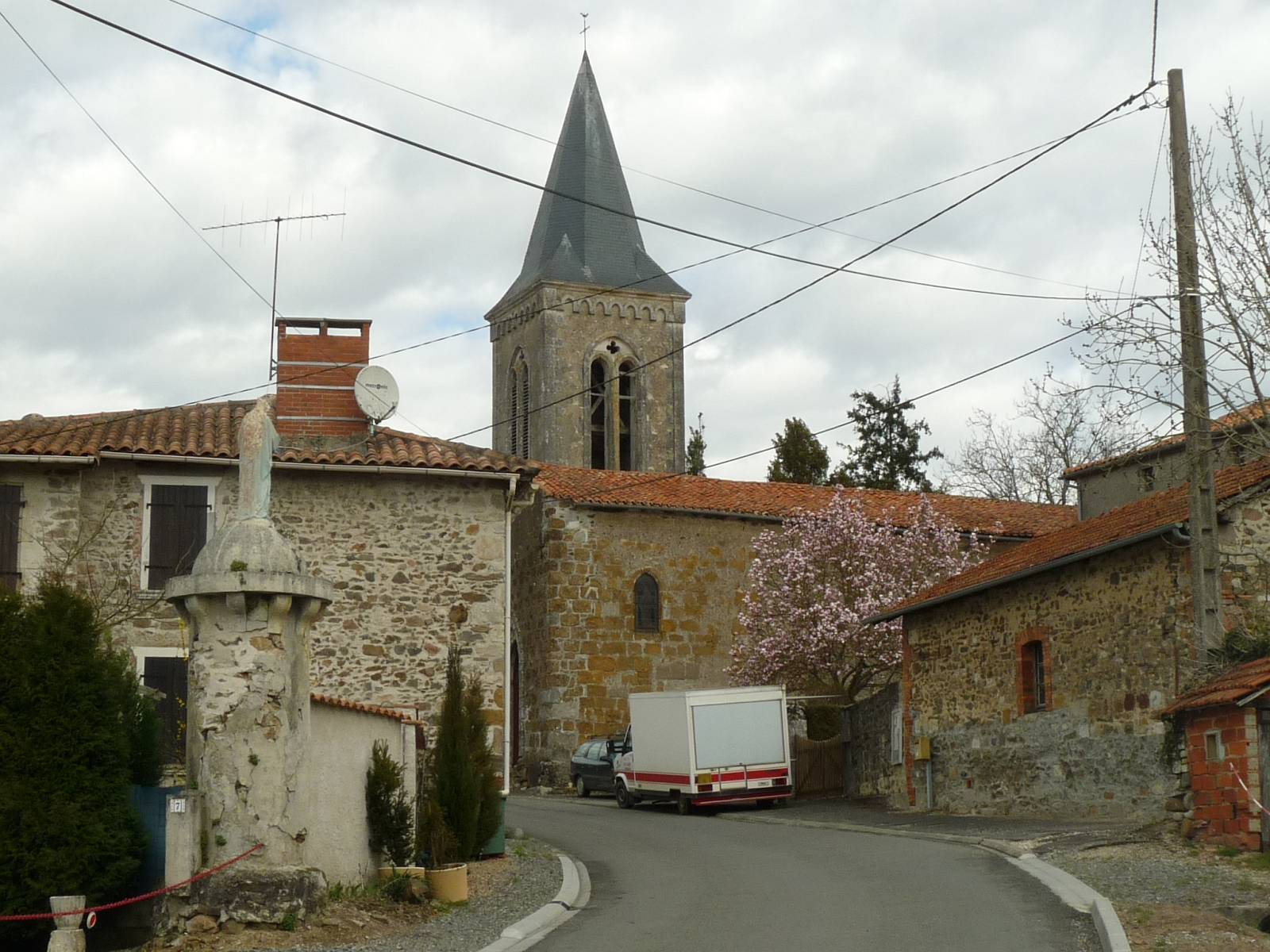
L'église de Loubert
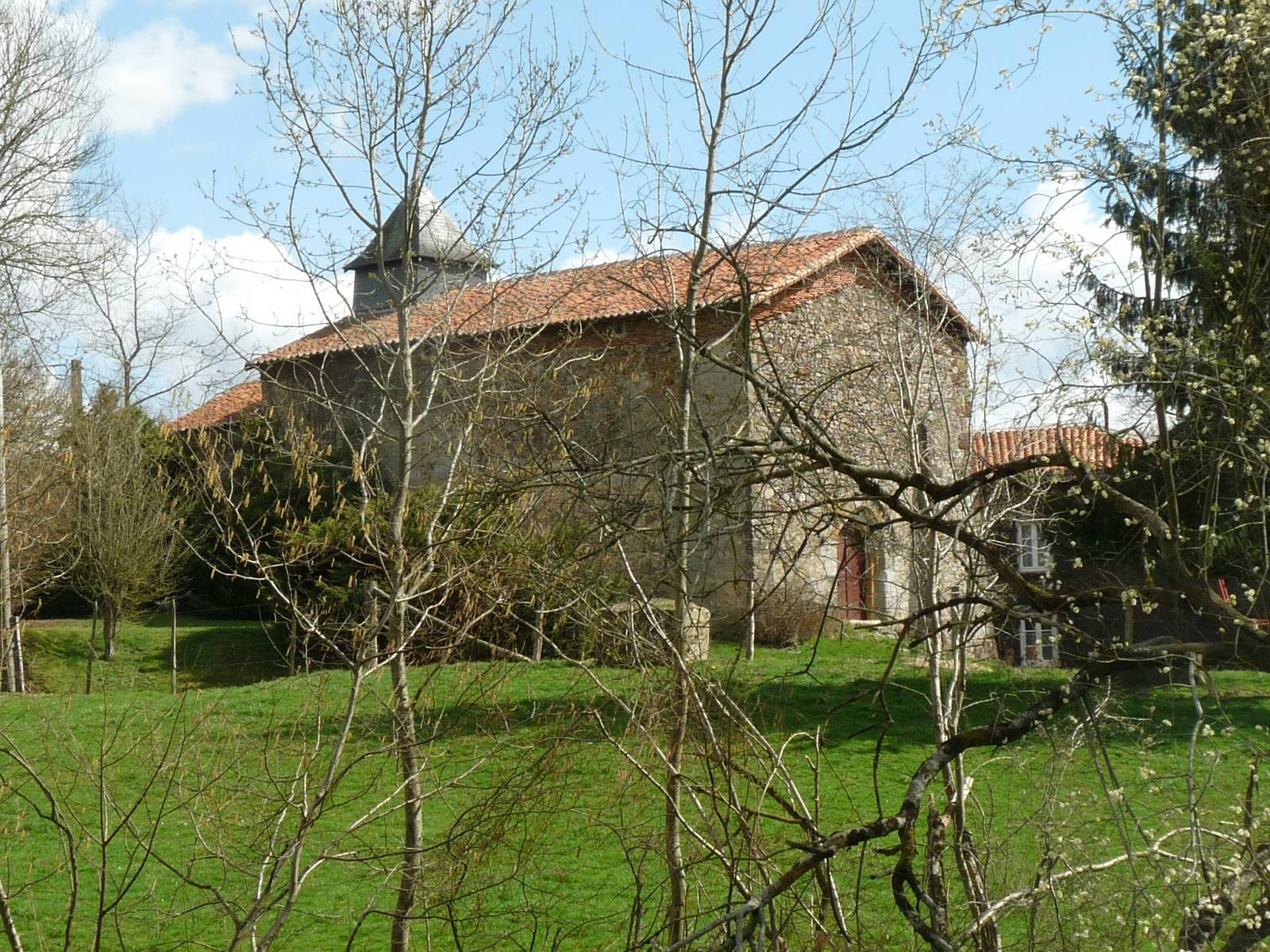
La chapelle de Laplaud
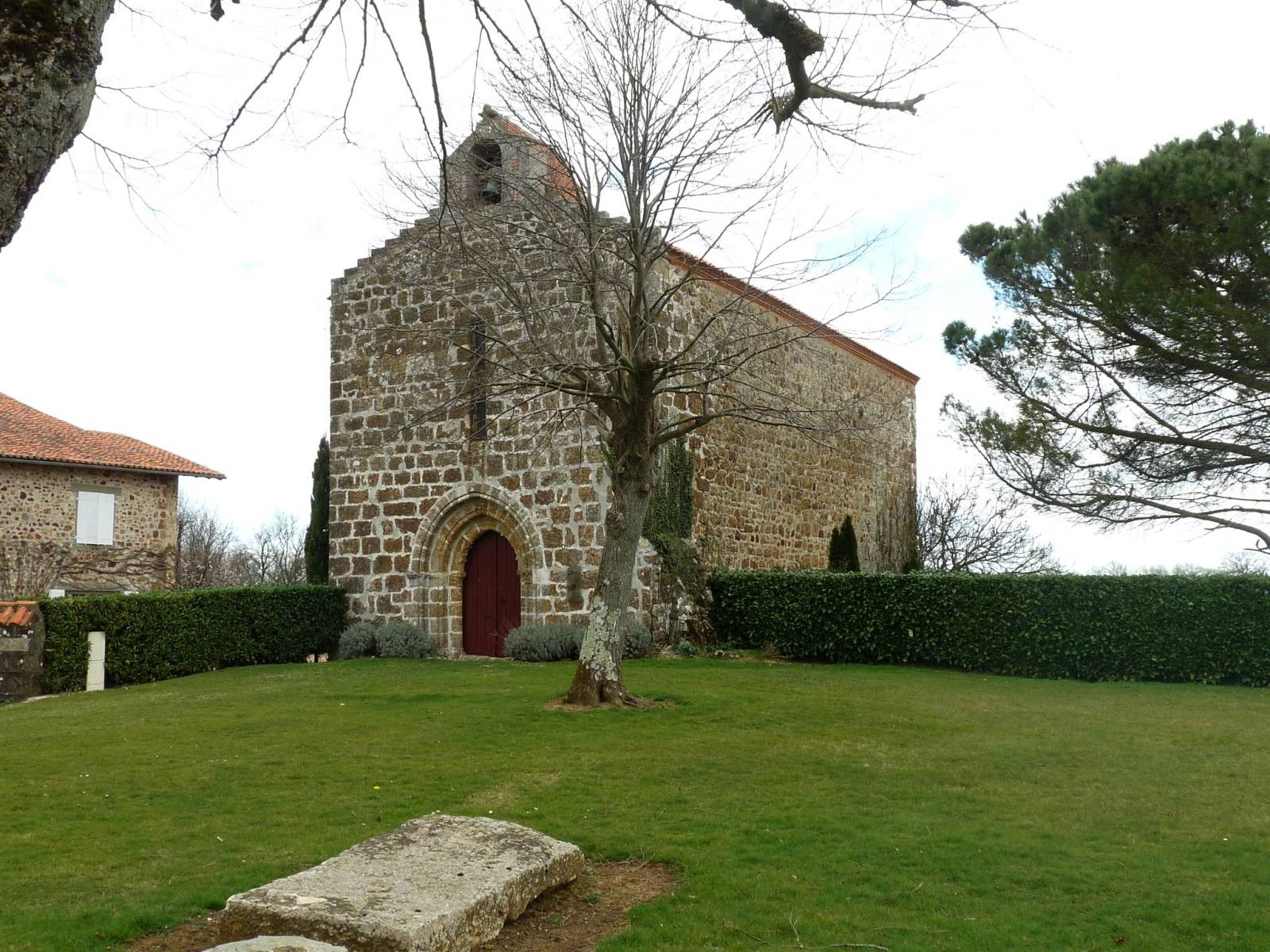
Le Petit-Madieu